# Věnceslav Hrubý
Věnceslav Hrubý (21. listopadu 1848 Horní Libochová – 9. ledna 1933 Opava) byl český právník, filolog, historik a politik za doby Rakouska-Uherska. Menšinový a spolkový aktivista ve Slezsku.

## Život
Pocházel ze selského rodu Hrubých usedlého v Horní Libochové u Velkého Meziříčí. Oženil se s Marií Stättnerovou z Podivína (1857–1925). Měli jedenáct dětí, z nich tři ovšem v časném věku zemřely.
Věnceslav Hrubý studoval na německém gymnáziu v Jihlavě a později na českém gymnáziu v Praze, kde v roce 1868 maturoval. Po maturitě studoval práva na Karlo-Ferdinandově univerzitě v Praze a také slovanskou filologii na filozofické fakultě. Během studií založil studentský spolek Radhošť. Roku 1872 nastoupil na praxi na notářství v Kolíně, pak se rozhodl pro dráhu soudce. Působil na soudu v Jihlavě, Brně a Břeclavi. Soudcem byl jmenován ve Valašských Kloboukách a od roku 1880 pracoval jako soudní sekretář na krajském soudu v Těšíně. Těšínsko tehdy procházelo demografickými proměnami, zejména přílivem Poláků ze sousední Haliče, čímž se v regionu posiloval polský element na úkor českého. Hrubý byl v Těšíně aktivní v českém spolkovém životě. Roku 1882 zde založil sdružení české inteligence Snaha, v roce 1896 také Občanskou záložnu a roku 1898 Matici osvěty lidové pro knížectví Těšínské. Kromě toho se podílel na ustavení Pobeskydské turistické jednoty slezské a od roku 1894 vydával Noviny Těšínské a redigoval i Slezský kalendář.
Od roku 1886 působil v Opavě jako státní zástupce u zemského soudu, kde později zastával post soudního rady a vrchního soudního rady. Nadále ovšem udržoval vazby a aktivity na Těšínsku. Kromě toho roku 1893 spoluzakládal Ústřední hospodářskou společnost v Opavě.
V roce 1890 byl zvolen poslancem Slezského zemského sněmu za venkovskou kurii Frýdek-Bohumín coby kandidát česko-polského volebního souručenství. Jako poslanec zemského sněmu působil až do roku 1906. Ve volbách roku 1901 byl zvolen rovněž poslancem Říšské rady (celostátní parlament) za městskou kurii v Čechách, obvod Slaný, Louny, Kladno atd. V Říšské radě setrval do konce jejího funkčního období, tedy do roku 1907. Přestože byl zvolen v Čechách, považoval se ve vídeňském parlamentu za zástupce českých Slezanů. Jako zemský a říšský poslanec se zaměřoval na otázky podpory družstevnictví, volební reformy. Byl stoupencem českého státního práva. Právě jedna z jeho sněmovních řečí na podporu českého státního práva měla být (podle nekrologu v Národních listech) příčinou jeho následného přeložení z Těšína do Opavy.
Roku 1908 jeho justiční kariéra vyvrcholila, když byl jmenován dvorským radou u Nejvyššího soudu ve Vídni. Zde měl na starost referát Bukoviny. Kromě slovanských jazyků si tak rozšířil záběr i o rumunštinu. Od května roku 1914 žil na penzi v nájemním bytě na Nádražním okruhu č. 13 v Opavě. Přivítal vznik Československa a v Opavě také později zemřel.

## Publikace
- Vergleichende Grammatik der Slavischen Sprachen : Ein praktisches Behelf alle Slavischen Sprachen in Wort und Schrift zu verstehen. Wien ; Leipzig : A. Hartleben, 1903. 184 s.
- Praktická rukojeť srovnavací jazykův slovanských. Praha : Kober, 1904. 224 s.
- Předložky slovanské po stránce etymologické, semasiologické a skladbové : jazykozpytná studie. Praha : V. Hrubý, 1909.
- Archivum Coronae regni Bohemiae. Tomus 2, Inde ab a. 1346 usque ad a. 1355. Praga : Ministerium scholarum et instructionis publicae, 1928. 512 s.